# Clive Wearing
Clive Wearing es un director de orquesta británico nacido en 1938, que debido a un  herpes simple tipo 1 (HSV-1) el cual derivó después a una encefalitis en 1985, sufrió graves lesiones en el hipocampo, las cuales afectaron su memoria dándole 7 segundos de retención de esta, además de haber perdido los recuerdos anteriores, por tanto Clive no solo sufre de amnesia anterógrada (incapacidad para recordar hechos ocurridos después de la aparición del agente causante) sino que también amnesia retrógrada (incapacidad para recordar hechos ocurridos antes de la aparición del agente) 
Deborah, su esposa, es uno de los recuerdos que han permanecido en la memoria de Clive, Además de poder leer composiciones musicales y tocar el piano. Su esposa escribió el libro “Forever Today: A True Story of Lost Memory and Never-Ending Love” basado en su historia con Clive.
En el 2005 se presentó el documental El Hombre Con 7 Segundos De Memoria (The Man With 7 Seconds Memory) dirigido por Jane Traéis en el cual se ve Clive con 67 años viviendo en una  unidad de lesiones cerebrales.